# Karel Miry
Karel Miry, né à Gand le 14 août 1823 et mort dans sa ville natale le 3 octobre 1889, est un compositeur belge. 
Il a été un des premiers compositeurs belges à écrire des opéras sur un livret néerlandais.  Il a composé la musique du Vlaamse Leeuw, l'hymne national de la Flandre, et dont les paroles sont d'Hippoliet van Peene.  Miry a enseigné au Conservatoire de Gand.

## Opéras
- Wit en zwart (opéra en 1 acte, livret d'Hippoliet van Peene, créé le 18 janvier 1846, à Gand)
- Brigitta (opéra en 3 actes, livret d'Hippoliet van Peene, créé le 27 juin 1847, à Gand)
- Anne Mie (opéra en 1 acte, créé le 9 octobre 1853, à Anvers)
- La Lanterne magique (opéra en 3 actes, livret d'Hippoliet van Peene, créé le 10 mars 1854, à Gand)
- Karel V (opéra en 5 actes, livret d'Hippoliet van Peene, créé le 29 janvier 1857, à Gand)
- Bouchard d'Avesnes (opéra en 5 actes, livret d'Hippoliet van Peene, créé le 6 mars 1864, à Gand)
- Maria van Boergondië (opéra en 4 actes, livret de Napoleon Destanberg, créé le 28 août 1866, à Gand)
- De Keizer bij de Boeren (opéra en 1 acte, livret de N. Destanberg, créé le 29 octobre 1866, à Gand)
- De occasie maakt den dief (opéra en 1 acte, livret de N. Destanberg, créé le 24 décembre 1866, à Gand)
- Frans Ackermann (opéra en 4 actes, livret de N. Destanberg, créé le 13 octobre 1867, à Bruxelles)
- Brutus en Cesar (opéra en 1 acte, livret de P. Geiregat, créé le 14 octobre 1867, à Gand)
- Le Mariage de Marguerite (opéra en 1 acte, livret de M. de Wille, créé le 27 novembre 1867, à Gand)
- Een engel op wacht (opéra en 1 acte, livret de P. Geiregat, créé le 8 décembre 1869, à Bruxelles)
- La Saint-Lucas (opéra en 1 acte, livret de J. Story, créé le 17 février 1870, à Gand)
- Het Driekoningenfeest (opéra en 1 acte, livret de P. Geiregat, créé le 1870, à Bruxelles)
- De dichter en zijn droombeeld (opéra en 4 actes, livret de Hendrik Conscience, créé le 2 décembre 1872, à Bruxelles)
- De twee zusters (opéra en 1 acte, livret de P. Geiregat, créé le 1872, à Bruxelles)
- Muziek à t'huisgezin (opéra en 1 acte, livret de N. Destanberg,créé le 1873)
- Het arme kind (opéra en 1 acte, livret de J. Story, créé le 1874, à Gand)
- De kleine patriot (opéra en 4 actes, livret de Julius Hoste, créé le 23 décembre 1883, à Bruxelles)
- La Napolitaine (opéra en 1 acte, livret de J. de Bruyne, créé le 25 février 1888, à Anvers)

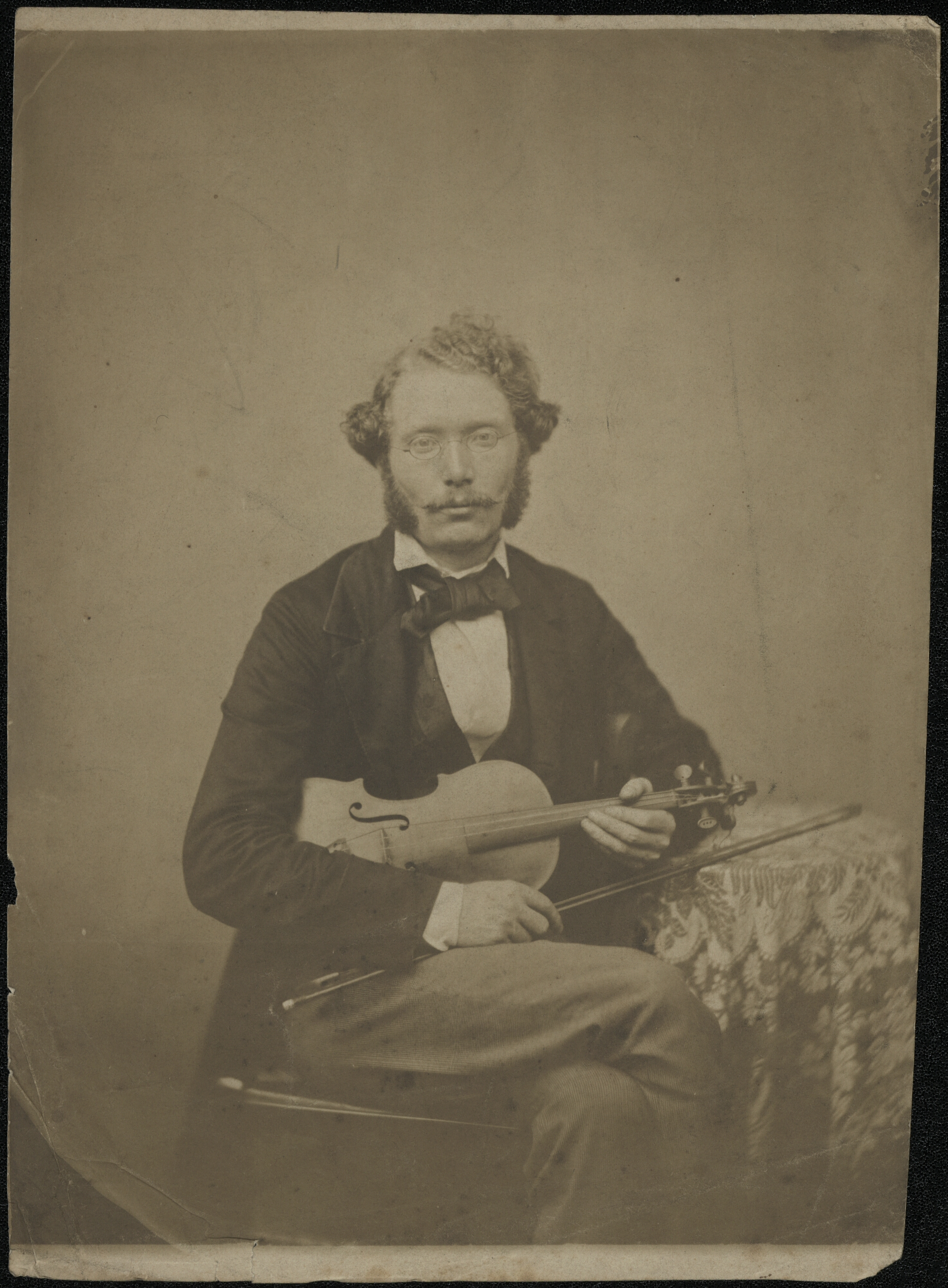
Miry avec violon
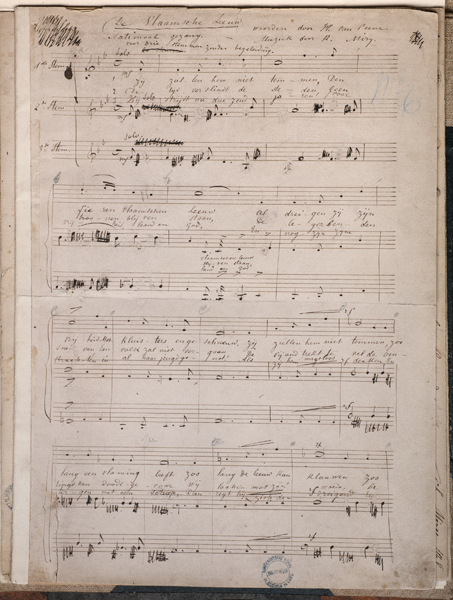
Partiton de l'hymne national de la Flandre
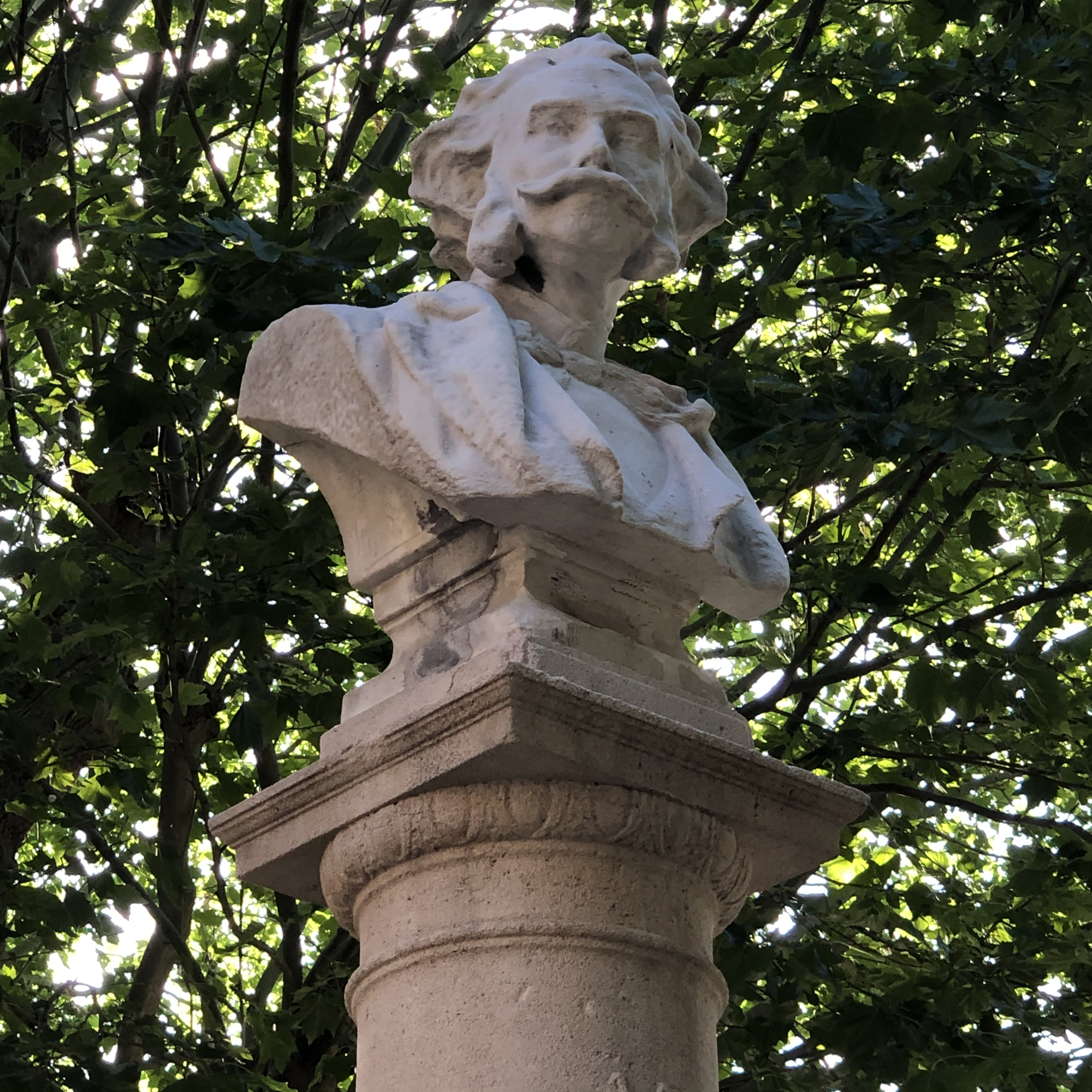
Buste (Gand)